# Shirley M. Tilghman
Shirley Tilghman (Toronto, 17 de septiembre de 1946) es una bióloga canadiense especializada en biología molecular, que participó en la primera clonación de un gen de mamífero. Mostró que la expresión de un gen depende del origen parental del cromosoma.

## Formación
Se licenció en química y bioquímica en la Queen's University, Kingston en 1968. Después de dos años como maestra de escuela en Sierra Leona, se doctoró en bioquímica en la Universidad del Temple en Filadelfia (1975) con una tesis sobre el control hormonal del metabolismo de la glucosa en el hígado..

## Contribuciones científicas
Especialista en genética, trabajó sobre el papel que juegan los genes en el desarrollo de los embriones en los mamíferos. Durante su periodo postdoctoral en los Institutos Nacionales de Salud participó en la primera clonación de un gen de mamífero y contribuyó a varios descubrimientos sobre el comportamiento genético..
Tras comenzar su carrera docente en la Universidad de Princeton  (1986), comenzó a investigar en el Instituto Médico Howard Hughes en 1988. Se involucró en proyectos orientados a determinar el comportamiento de diferentes genes de mamíferos. Durante este mismo período, también impartió clases en la Escuela de Medicina Robert Wood Johnson (situada, al igual que Princeton, en Nueva Jersey ). Su trabajo adquirió luego una dimensión más amplia, extendiéndose al análisis de genes cuyo patrón de expresión está determinado según sean transmitidos por la madre o por el padre. A finales de la década de 1980, participó en el comité del Consejo Nacional de Investigación (Estados Unidos) que definió la participación estadounidense en el Proyecto Genoma Humano.
Forma parte de la junta directiva del Carnegie Endowment for International Peace y del consejo de administración de Google, desde 2005 . Eric Schmidt, director ejecutivo de Google, dijo que el nombramiento de Shirley Tilghman, una "campeona del descubrimiento", estaba en línea con las aspiraciones de la joven empresa. Fue una de las cofundadoras de la empresa canadiense Research in Motion (RIM), que teléfonos móviles Blackberry.
Sucediendo al canadiense Harold Shapiro, fue la primera mujer presidenta de la Universidad de Princeton (2001). Durante su mandato fomentó el acceso de las mujeres a la ciencia, la ingeniería y las matemáticas. Considera que numerosos estudios han demostrado que todavía hay factores culturales que desalientan a las mujeres a ingresar en diversos campos científicos.
También nombró a varias mujeres para la administración superior de la universidad. Ella siempre ha defendido que es posible que una mujer tenga una carrera de alto nivel y forme una familia; Ella misma es madre de dos hijos.
Bajo su presidencia, la Universidad de Princeton , reemplazó los programas de préstamos estudiantiles con de becas y otras formas de ayudas. Desde que asumió el cargo, la población estudiantil universitaria ha aumentado significativamente así como el fondo de dotación de la universidad.

## Premios
- 2000 Premio Senior a las Mujeres en Biología Celular de la [[{{{2}}}]] [2]
- 2002 : Premio L'Oréal-Unesco para Mujeres en la Ciencia, otorgado por L'Oréal y la UNESCO.[3]
- 2004 : [[{{{2}}}]] [4]

## Sociedades científicas
- Miembro de la Sociedad Filosófica Americana
- Miembro de la Academia Nacional de Medicina de los Estados Unidos
- 1990 : Miembro de la Academia Estadounidense de las Artes y las Ciencias [5]
- 1995 : Miembro de la Royal Society
- 1996 : Asociado Extranjero de la Academia Nacional de Ciencias [6]

## Honores
- 2004 : doctorado honoris causa de la Universidad de Harvard.[7]
- 2014 : Oficial de la Orden de Canadá [8]